# 経営情報学
経営情報学（けいえいじょうほうがく、英: study of management information）は、経営と情報との関わりとその応用について考究する学問のことである。

## 概要
経営情報学は、経営学を母体に、経営における情報の積極的な活用を指向して形成されてきた学問であるといわれている。特に1990年代以降は、経営分野における情報化の推進が活発であり、「経営戦略と情報」「経営と情報システム」などについて盛んに研究されるようになってきている。
日本では、経営情報学に関する研究の推進と議論の場として、1992年4月1日に旧・日本経営情報学会(JASMIN)と旧・経営情報学会（AMI）とが統合され、経営情報学会が設立された

## 歴史
経営情報学の起源は、1960年代から1970年代にかけての経営情報システム (MIS) にも見ることができる。経営情報システムを発展させて1970年代には、意思決定支援システム (DSS)、1980年代には戦略情報システム (SIS) へと考え方も進化していった。これらのシステムは、基本的に情報活用を経営に生かすことについて共通している。
1990年代以降は、企業間取引 (B2B) や企業対消費者間取引 (B2C)、企業対政府間取引(B2G) といったeコマースが台頭し、商業取引に影響し始めてきている。特に企業間取引 (B2B) においては、電子データ交換 (EDI) やCALS/ECなどにおいてXMLが大きな役割を担ってきている。